# Одбојкашка репрезентација Србије
Одбојкашка репрезентација Србије представља национални тим Србије у одбојци. Међународна одбојкашка федерација и Европска одбојкашка конфедерација сматрају репрезентацију Србије носиоцем континуитета свих репрезентација бивших државних заједница.
Своју прву златну медаљу одбојкаши освајају на Олимпијском одбојкашком турниру у Сиднеју 2000. године, када је у финалу побеђена репрезентација Русије са 3:0 у сетовима.
Годину дана касније освојена је и прва златна медаља на Европском првенству пошто је у финалу са максималних 3:0 у сетовима побеђена репрезентација Италије која је у том тренутку била актуелни шампион света.
Своју једину златну медаљу у најпрофитабилнијем такмичењу, Светској лиги, Србија је освојила 2016. године. На фајнал фору у Катовицама Србија је била боља у полуфиналу од Италије са 3:2 и у финалу од Бразила са 3:0. У истом такмичењу 2003. године у Мадриду, Србија је тада, под именом државне заједнице СЦГ, одиграла најбоље одбојкашко финале свих времена, али је поражена од Бразила са 3:2.
Југословенски олимпијски комитет је прогласио одбојкашку репрезентацију за најбољу мушку екипу 2000. године, када је постала олимпијски победник у Сиднеју. Олимпијски комитет Србије им је доделио исту награду 2010. и 2013. године.

## Резултати на међународним такмичењима

### Олимпијске игре
| Година     | Позиција              | Од.                   | П                     | И                     | ОС                    | ИС                    | Кол.                  |
| ---------- | --------------------- | --------------------- | --------------------- | --------------------- | --------------------- | --------------------- | --------------------- |
| 1964—1988. | Као Југославија       | Као Југославија       | Као Југославија       | Као Југославија       | Као Југославија       | Као Југославија       | Као Југославија       |
| 1992.      | Дисквалификована      | Дисквалификована      | Дисквалификована      | Дисквалификована      | Дисквалификована      | Дисквалификована      | Дисквалификована      |
| 1996.      | 3.                    | 8                     | 5                     | 3                     | 16                    | 14                    | 1,143                 |
| 2000.      | 1.                    | 8                     | 6                     | 2                     | 21                    | 11                    | 1,909                 |
| 2004.      | 5.                    | 6                     | 4                     | 2                     | 13                    | 9                     | 1,444                 |
| 2008.      | 5.                    | 6                     | 2                     | 4                     | 11                    | 13                    | 0,846                 |
| 2012.      | 9.                    | 5                     | 1                     | 4                     | 7                     | 13                    | 0,538                 |
| 2016.      | Није се квалификовала | Није се квалификовала | Није се квалификовала | Није се квалификовала | Није се квалификовала | Није се квалификовала | Није се квалификовала |
| 2020.      | Није се квалификовала | Није се квалификовала | Није се квалификовала | Није се квалификовала | Није се квалификовала | Није се квалификовала | Није се квалификовала |
| 2024.      | 9.                    | 3                     | 1                     | 2                     | 5                     | 8                     | 0,625                 |
| Укупно     | 6/9                   | 36                    | 19                    | 17                    | 73                    | 68                    | 1,074                 |

### Светско првенство
| Година     | Позиција         | Од.              | П                | И                | ОС               | ИС               | Кол.             |
| ---------- | ---------------- | ---------------- | ---------------- | ---------------- | ---------------- | ---------------- | ---------------- |
| 1949—1990. | Као Југославија  | Као Југославија  | Као Југославија  | Као Југославија  | Као Југославија  | Као Југославија  | Као Југославија  |
| 1994.      | Дисквалификована | Дисквалификована | Дисквалификована | Дисквалификована | Дисквалификована | Дисквалификована | Дисквалификована |
| 1998.      | 2. место         | 12               | 10               | 2                | 31               | 10               | 3,100            |
| 2002.      | 4. место         | 9                | 7                | 2                | 22               | 8                | 2,750            |
| 2006.      | 4. место         | 11               | 8                | 3                | 26               | 13               | 2,000            |
| 2010.      | 3. место         | 9                | 6                | 3                | 22               | 13               | 1,692            |
| 2014.      | 9. место         | 9                | 5                | 4                | 18               | 15               | 1,200            |
| 2018.      | 4. место         | 12               | 7                | 5                | 24               | 21               | 1,142            |
| 2022.      | 9. место         | 4                | 3                | 1                | 9                | 3                | 3,000            |
| Укупно     | 7/8              | 66               | 46               | 20               | 152              | 83               | 1,831            |

### Европско првенство
| Година     | Позиција         | Од.              | П                | И                | ОС               | ИС               |
| ---------- | ---------------- | ---------------- | ---------------- | ---------------- | ---------------- | ---------------- |
| 1948—1991. | Као Југославија  | Као Југославија  | Као Југославија  | Као Југославија  | Као Југославија  | Као Југославија  |
| 1993.      | Дисквалификована | Дисквалификована | Дисквалификована | Дисквалификована | Дисквалификована | Дисквалификована |
| 1995.      | 3.               | 7                | 5                | 2                | 16               | 7                |
| 1997.      | 2.               | 7                | 5                | 2                | 16               | 7                |
| 1999.      | 3.               | 5                | 3                | 2                | 11               | 8                |
| 2001.      | 1.               | 7                | 6                | 1                | 20               | 6                |
| 2003.      | 4.               | 7                | 4                | 3                | 17               | 11               |
| 2005.      | 3.               | 7                | 6                | 1                | 20               | 6                |
| 2007.      | 3.               | 8                | 5                | 3                | 18               | 13               |
| 2009.      | 5.               | 6                | 4                | 2                | 15               | 8                |
| 2011.      | 1.               | 6                | 6                | 0                | 18               | 5                |
| 2013.      | 3.               | 7                | 5                | 2                | 17               | 9                |
| 2015.      | 7.               | 5                | 3                | 2                | 11               | 10               |
| 2017.      | 3.               | 6                | 5                | 1                | 17               | 7                |
| 2019.      | 1.               | 9                | 9                | 0                | 27               | 6                |
| 2021.      | 4.               | 9                | 6                | 3                | 21               | 15               |
| 2023.      | 6.               | 7                | 5                | 2                | 16               | 8                |
| Укупно     | 15/16            | 103              | 77               | 26               | 260              | 126              |

### Светска лига
| 1990—1991. | Као Југославија  | Као Југославија  | Као Југославија  | Као Југославија  | Као Југославија  | Као Југославија  |                  |                  |                  |
| 1992.      | Дисквалификована | Дисквалификована | Дисквалификована | Дисквалификована | Дисквалификована | Дисквалификована | Дисквалификована | Дисквалификована | Дисквалификована |
| 1993.      | Дисквалификована | Дисквалификована | Дисквалификована | Дисквалификована | Дисквалификована | Дисквалификована | Дисквалификована | Дисквалификована | Дисквалификована |
| 1994.      | Дисквалификована | Дисквалификована | Дисквалификована | Дисквалификована | Дисквалификована | Дисквалификована | Дисквалификована | Дисквалификована | Дисквалификована |
| 1995.      | Није учествовала | Није учествовала | Није учествовала | Није учествовала | Није учествовала | Није учествовала | Није учествовала | Није учествовала | Није учествовала |
| 1996.      | Није учествовала | Није учествовала | Није учествовала | Није учествовала | Није учествовала | Није учествовала | Није учествовала | Није учествовала | Није учествовала |
| 1997.      | 7.               | 12               | 8                | 4                | 29               | 15               |                  |                  |                  |
| 1998.      | 6.               | 14               | 4                | 10               | 23               | 32               |                  |                  |                  |
| 1999.      | Повукла се       | Повукла се       | Повукла се       | Повукла се       | Повукла се       | Повукла се       | Повукла се       | Повукла се       | Повукла се       |
| 2000.      | 4.               | 18               | 12               | 6                | 43               | 26               |                  |                  |                  |
| 2001.      | 4.               | 17               | 11               | 6                | 39               | 23               |                  |                  |                  |
| 2002.      | 3.               | 17               | 11               | 6                | 42               | 24               |                  |                  |                  |
| 2003.      | 2.               | 17               | 12               | 5                | 44               | 24               |                  |                  |                  |
| 2004.      | 3.               | 15               | 11               | 4                | 37               | 20               |                  |                  |                  |
| 2005.      | 2.               | 15               | 8                | 7                | 31               | 31               |                  |                  |                  |
| 2006.      | 5.               | 15               | 10               | 5                | 32               | 26               |                  |                  |                  |
| 2007.      | 9.               | 12               | 7                | 5                | 24               | 18               |                  |                  |                  |
| 2008.      | 2.               | 16               | 10               | 6                | 39               | 24               |                  |                  |                  |
| 2009.      | 2.               | 16               | 11               | 5                | 38               | 25               |                  |                  |                  |
| 2010.      | 3.               | 16               | 11               | 5                | 40               | 26               |                  |                  |                  |
| 2011       | 9.               | 12               | 7                | 5                | 26               | 21               |                  |                  |                  |
| 2012       | 9.               | 12               | 6                | 6                | 27               | 24               |                  |                  |                  |
| 2013       | 8.               | 10               | 5                | 5                | 22               | 22               |                  |                  |                  |
| 2014       | 7.               | 12               | 7                | 5                | 24               | 20               |                  |                  |                  |
| 2015.      | 2.               | 16               | 9                | 7                | 38               | 32               |                  |                  |                  |
| 2016.      | 1.               | 13               | 10               | 3                | 34               | 17               |                  |                  |                  |
| 2017.      | 5.               | 11               | 6                | 5                | 24               | 20               |                  |                  |                  |
| Укупно     | 21/28            | 286              | 176              | 110              | 656              | 470              |                  |                  |                  |

### Светски куп
| Година     | Позиција              | Од.                   | П                     | И                     | ОС                    | ИС                    |                       |
| ---------- | --------------------- | --------------------- | --------------------- | --------------------- | --------------------- | --------------------- | --------------------- |
| 1965—1991. | Као Југославија       | Као Југославија       | Као Југославија       | Као Југославија       | Као Југославија       | Као Југославија       |                       |
| 1995.      | Није се квалификовала | Није се квалификовала | Није се квалификовала | Није се квалификовала | Није се квалификовала | Није се квалификовала | Није се квалификовала |
| 1999.      | Није се квалификовала | Није се квалификовала | Није се квалификовала | Није се квалификовала | Није се квалификовала | Није се квалификовала | Није се квалификовала |
| 2003.      | 3.                    | 11                    | 9                     | 2                     | 29                    | 10                    |                       |
| 2007.      | Није се квалификовала | Није се квалификовала | Није се квалификовала | Није се квалификовала | Није се квалификовала | Није се квалификовала | Није се квалификовала |
| 2011.      | 8.                    | 11                    | 5                     | 6                     | 20                    | 23                    |                       |
| 2015.      | Није се квалификовала | Није се квалификовала | Није се квалификовала | Није се квалификовала | Није се квалификовала | Није се квалификовала | Није се квалификовала |
| 2019.      | Није се квалификовала | Није се квалификовала | Није се квалификовала | Није се квалификовала | Није се квалификовала | Није се квалификовала | Није се квалификовала |
| 2021.      | Следи                 | Следи                 | Следи                 | Следи                 | Следи                 | Следи                 | Следи                 |
| Укупно     | 2/7                   | 22                    | 14                    | 8                     | 49                    | 33                    |                       |

### Велики куп шампиона
| Година | Позиција              | Од.                   | П                     | И                     | ОС                    | ИС                    |                       |
| ------ | --------------------- | --------------------- | --------------------- | --------------------- | --------------------- | --------------------- | --------------------- |
| 1993.  | Дисквалификована      | Дисквалификована      | Дисквалификована      | Дисквалификована      | Дисквалификована      | Дисквалификована      | Дисквалификована      |
| 1997.  | Није се квалификовала | Није се квалификовала | Није се квалификовала | Није се квалификовала | Није се квалификовала | Није се квалификовала | Није се квалификовала |
| 2001.  | 3.                    | 5                     | 3                     | 2                     | 9                     | 7                     |                       |
| 2005.  | Није се квалификовала | Није се квалификовала | Није се квалификовала | Није се квалификовала | Није се квалификовала | Није се квалификовала | Није се квалификовала |
| 2009.  | Није се квалификовала | Није се квалификовала | Није се квалификовала | Није се квалификовала | Није се квалификовала | Није се квалификовала | Није се квалификовала |
| 2013.  | Није се квалификовала | Није се квалификовала | Није се квалификовала | Није се квалификовала | Није се квалификовала | Није се квалификовала | Није се квалификовала |
| 2017.  | Није се квалификовала | Није се квалификовала | Није се квалификовала | Није се квалификовала | Није се квалификовала | Није се квалификовала | Није се квалификовала |
| 2021.  | Следи                 | Следи                 | Следи                 | Следи                 | Следи                 | Следи                 | Следи                 |
| Укупно | 1/7                   | 5                     | 3                     | 2                     | 9                     | 7                     |                       |

### Лига нација
| Година | Позиција | Од. | П  | И  | ОС  | ИС  |
| ------ | -------- | --- | -- | -- | --- | --- |
| 2018.  | 5.       | 17  | 11 | 6  | 33  | 30  |
| 2019.  | 11.      | 15  | 6  | 9  | 28  | 36  |
| 2021.  | 6.       | 15  | 10 | 5  | 35  | 27  |
| 2022.  | 11.      | 12  | 5  | 7  | 19  | 27  |
| 2023.  | 9.       | 12  | 6  | 6  | 23  | 23  |
| Укупно | 5/5      | 71  | 38 | 33 | 138 | 143 |

### Европске игре
| Година | Позиција     | Од.          | П            | И            | ОС           | ИС           |              |
| ------ | ------------ | ------------ | ------------ | ------------ | ------------ | ------------ | ------------ |
| 2015.  | 5.           | 6            | 2            | 4            | 11           | 9            |              |
| 2019.  | Није одржано | Није одржано | Није одржано | Није одржано | Није одржано | Није одржано | Није одржано |
| 2023.  | Следи        | Следи        | Следи        | Следи        | Следи        | Следи        | Следи        |
| Укупно | 1/1          | 9            | 2            | 4            | 11           | 9            |              |

### Медитеранске игре
| 1993.  | Дисквалификована | Дисквалификована | Дисквалификована | Дисквалификована | Дисквалификована | Дисквалификована | Дисквалификована |                  |                  |
| 1997.  | Није учествовала | Није учествовала | Није учествовала | Није учествовала | Није учествовала | Није учествовала | Није учествовала |                  |                  |
| 2001.  | 6.               | -                | -                | -                | -                | -                |                  |                  |                  |
| 2005.  | 3.               | 5                | 4                | 1                | 13               | 6                |                  |                  |                  |
| 2009.  | Није учествовала | Није учествовала | Није учествовала | Није учествовала | Није учествовала | Није учествовала | Није учествовала | Није учествовала | Није учествовала |
| 2013.  | Није учествовала | Није учествовала | Није учествовала | Није учествовала | Није учествовала | Није учествовала | Није учествовала | Није учествовала | Није учествовала |
| 2018.  | Није учествовала | Није учествовала | Није учествовала | Није учествовала | Није учествовала | Није учествовала | Није учествовала | Није учествовала | Није учествовала |
| 2021.  | Следи            | Следи            | Следи            | Следи            | Следи            | Следи            | Следи            | Следи            | Следи            |
| 2024.  | Следи            | Следи            | Следи            | Следи            | Следи            | Следи            | Следи            | Следи            | Следи            |
| Укупно | 2/7              | 5                | 4                | 1                | 13               | 6                |                  |                  |                  |

## Тренутни састав
Састав на Европском првенству 2019.
| Број | Име                     | Датум рођења       | Висина | Маса   | Смеч   | Блок   | Тим у сезони 2018/19. |
| ---- | ----------------------- | ------------------ | ------ | ------ | ------ | ------ | --------------------- |
| 1    | Александар Околић       | 26. јун 1993.      | 2,05 м | 93 кг  | 347 цм | 325 цм | ПАОК                  |
| 2    | Урош Ковачевић          | 6. мај 1993.       | 1,97 м | 90 кг  | 355 цм | 338 цм | Трентино              |
| 4    | Немања Петрић (к)       | 28. јул 1987.      | 2,03 м | 96 кг  | 350 цм | 320 цм | Белогорје             |
| 5    | Лазар Ћировић           | 26. фебруар 1992.  | 2,01 м | 88 кг  | 348 цм | 329 цм | Падова                |
| 6    | Никола Пековић          | 6. март 1990.      | 1,76 м | 77 кг  | 305 цм | 300 цм | Партизан              |
| 7    | Петар Крсмановић        | 1. јун 1990.       | 2,05 м | 101 кг | 354 цм | 349 цм | Сургут                |
| 8    | Марко Ивовић            | 22. децембар 1990. | 1,94 м | 89 кг  | 365 цм | 330 цм | Локомотив Новосибирск |
| 9    | Никола Јововић          | 13. фебруар 1992.  | 1,97 м | 82 кг  | 335 цм | 315 цм | Зират Анкара          |
| 14   | Александар Атанасијевић | 4. септембар 1991. | 2,02 м | 99 кг  | 360 цм | 338 цм | Перуђа                |
| 16   | Дражен Лубурић          | 2. новембар 1993.  | 2,02 м | 90 кг  | 337 цм | 331 цм | Халкбанк Анкара       |
| 17   | Невен Мајсторовић       | 17. март 1989.     | 1,93 м | 90 кг  | 335 цм | 325 цм | Крајова               |
| 18   | Марко Подрашчанин       | 29. август 1987.   | 2,04 м | 101 кг | 358 цм | 340 цм | Перуђа                |
| 20   | Срећко Лисинац          | 17. мај 1992.      | 2,05 м | 90 кг  | 370 цм | 350 цм | Трентино              |
| 21   | Вук Тодоровић           | 23. април 1998.    | 1,90 м | 80 кг  | 315 цм | 305 цм | Војводина             |

Селектор:  Слободан Ковач

## Селектори репрезентације
- Зоран Гајић (1995—2002)
- Веселин Вуковић (2002—2003)
- Љубомир Травица (2003—2006)
- Игор Колаковић (2006—2014)
- Никола Грбић (2015—2019)
- Слободан Ковач (2019—2021)
- Игор Колаковић (2022—2024)
- Георге Kрецу (2025—)

## Бивши репрезентативци
- Владимир Батез
- Слободан Бошкан
- Дејан Брђовић
- Ђорђе Ђурић
- Владимир Грбић
- Никола Грбић
- Андрија Герић
- Рајко Јокановић
- Слободан Ковач
- Ђула Мештер
- Васа Мијић
- Жарко Петровић
- Жељко Танасковић
- Горан Вујевић
- Игор Вушуровић
- Иван Миљковић
- Вељко Петковић
- Бојан Јанић
- Новица Бјелица
- Владо Петковић
- Никола Ковачевић